# Simone Téry
Simone Téry (Carcassona, 28 de gener de 1897 – París, 12 de desembre de 1967), fou una periodista i novel·lista francesa, militant del Partit Comunista Francès des dels anys 30, després d'una visita a la Unió Soviètica. Filla de la cèlebre periodista d'esquerres Andrée Viollis i del també periodista i filòsof d'extrema esquerra Gustave Téry, Simone treballà com a corresponsal dels diaris d'esquerres L'Humanité, Vendredi i Regards, cobrint com a última destinació el front republicà a la Guerra Civil espanyola.
Els anys 20 viatjà a Irlanda, el coneixement de la qual li inspirà dos llibres. El 1937, durant la seva cobertura del conflicte bèl·lic a Espanya, conegué i es casà amb l'intel·lectual i activista d'esquerres de Dénia Joan Chabàs i Martí, membre de la generació literària del 27. Emigraren el 1939 cap a la República Dominicana i finalment a Cuba. Separada de Chabàs, retornà a França, on continuà treballant com a periodista després de la Segona Guerra Mundial.

## Obres
- En Irlande : De la Guerre d'indépendance à la Guerre Civile (1914-1923), reportatge sobre Irlanda del 1923.
- L'ile des bardes. Notes sur la litterature irlandaise contemporaine. Yeats, Synge, Joyce, Stephens. Llibre sobre la literatura irlandesa, editat el 1925.
- Fièvre Jaune, del 1928.
- Passagère, del 1930.
- Front de la liberté: Espagne 1937–1938. Reportatge sobre la seva cobertura periodística de la Guerra Civil Espanyola i dedicat als voluntaris francesos morts en combat. Editat el 1938.
- Où l'aube se lève. Novel·la autobiogràfica escrita el 1945.
- La porte du soleil. Novel·la ambientada a la Guerra Civil Espanyola, editada el 1948.
- Ils se battent aux Thermopyles, editat el 1948.
- Du soleil plein le coeur. La vie merveilleuse de Danielle Casanova. Biografia de Danielle Casanova del 1949.
- Le pays des vraies merveilles, de l'any 1949.
- Une Française En Union Sovietique. La seva experiència a la Unió Soviètica, editat el 1952.
- Beaux enfants qui n'hesitez pas, del 1957.